# Edukacja progresywistyczna
Edukacja progresywistyczna – oparta na koncepcjach naturalistycznych i pragmatycznych skoncentrowanych na potrzebach i zainteresowaniach dziecka; czyni przedmioty akademickie mniej ważnymi; odrzuca koncepcje tradycyjnej filozofii idealistycznej, realistycznej i tomistycznej; jej funkcją społeczną jest wpajanie relatywizmu kulturowego, czy etycznego, odnoszącego się do tradycji, postaw i wartości oraz wdrażanie młodych ludzi w procedury demokratyczne.

## Geneza progresywizmu
Początki progresywizmu przypadają na okres oświecenia. Teoretyków oświecenia uznaje się za prekursorów koncepcji postępu, która zakłada, że człowiek potrafi ulepszać środowisko. Uzasadnienie tej koncepcji stanowiły przesłanki, takie jak wykorzystanie inteligencji oraz zastosowanie metody naukowej w celu rozwiązania problemów społecznych, politycznych i ekonomicznych. Progresywistyczna myśl uznaje człowieka jako z natury dobrego. Takie założenie pojawiło się najwcześniej w teorii J. J. Rousseau. Rousseau był jednym z myślicieli, który zainspirował progresywistów działających na rzecz przemian w oświacie. Rousseau dowodził, iż wyniki w nauce dziecka zależą od jego zainteresowań i potrzeb. Kontynuatorem myśli Rousseau jest Johann Heinrich Pestalozzi. Jego poglądy odnoszące się do nauczania są związane z teoriami na temat rozwoju emocjonalnego, intelektualnego i fizycznego dziecka. Pestalozzi wiązał proces edukacji z teorią potrzeb. W środowisku, w którym dziecko czuje się bezpiecznie i kochane, będzie przebiegała edukacja naturalna. Dziecko jako pierwsze poznawać będzie najbliższe otoczenie za pomocą zmysłów. Na istotę współczesnego progresywizmu wpłynął także wielki ruch postępowy początku XX wieku w polityce amerykańskiej. Z ruchem tym związane były cele zreformowania polityki, co miało spowodować przemiany społeczne. Przedstawiciele tego ruchu reprezentowali typowe dla klasy średniej podejście do reform. Było ono oparte na założeniu, iż zmiany w społeczeństwie powinny następować stopniowo. Innowacje powinny objąć system legislacyjny oraz oświatę. Znaczący wpływ na progresywizm amerykański miały dokonania wybitnych zachodnioeuropejskich reformatorów edukacji. W kształtowaniu progresywizmu duże znaczenie miała teoria Zygmunta Freuda, która wyjaśnia znaczenie doświadczeń dzieciństwa w życiu dorosłego człowieka. Według Z. Freuda tłumienie popędów w okresie dzieciństwa może spowodować ukształtowanie się osobowości neurotycznej w dorosłym życiu. Traumatyczne wydarzenia, które doświadczy dziecko, mogą spowodować wystąpienie chorób psychicznych w późniejszym życiu. Współczesny progresywizm powstał również dzięki teoretykom Nowego Wychowania, czyli zwolenników Johna Deweya. Jednakże nie wszyscy progresywiści opowiadali się za teorią Deweya.

## Pedagodzy Nowego Wychowania, edukacja progresywistyczna
Na początku XX wieku opracowano innowacyjne metody dydaktyczne. Do twórców tych metod zalicza się m.in. Fredericka Williama Sandersona z Oundle, Flor Cooke z Chicago, Carlton Washburne. Metody te miały na celu uzyskanie wpływu dziecka na proces uczenia się. Program nauczania poprzez działanie, utworzony przez Junius L. Meriam, opierał się na wykorzystaniu wycieczek, obserwacji i dyskusji w procesie nauczania. W 1907 r. powstała Szkoła Edukacji Organicznej, której założycielka Marietta Johnson (1864-1938) za wiek odpowiedni do nauki czytania, pisania i arytmetyki uważała 9 lub 10 lat. Podstawową metodą nauczania w tej szkole była swobodna dyskusja. W 1919 r. w Waszyngtonie założono Progressive Education Association, którego założenia wyszczególniono następująco:
1. edukacja powinna dawać możliwość swobodnego rozwoju dziecka,
2. poprzez kształcenie należy stymulować indywidualne zainteresowania dziecka,
3. nauczyciel powinien ukierunkowywać aktywność badawczą dziecka,
4. ocena osiągnięć ucznia powinna uwzględniać jego postępy w rozwoju umysłowym, fizycznym, moralnym i społecznym,
5. nauczyciel, szkoła i rodzice powinni razem współpracować, dążąc do postępów w rozwoju dziecka,
6. w szkole powinno się testować innowacyjne techniki[3].

## „Metoda projektów”
Innowacyjny system kształcenia, stworzony przez Williama Kilpatricka (1871-1965), jest przykładem edukacji progresywistycznej. W. Kilpatrick był profesorem pedagogiki w Teachers College przy uniwersytecie w Columbii, eksperymentalistą, progresywistą, opracował metodykę nauczania. Według W. Kilpatricka cel łączy się z aktywnością, umożliwiając testowanie przewidywanych konsekwencji zamierzonego działania. Kilpatrick przyjmował liberalne podejście do systemu lekcyjnego, nie stosował stopni jako oceny wyników nauczania. Jego „metoda projektów”, znana także jako koncepcja „aktu celowego” stała się symbolem edukacji progresywistycznej. Metoda projektów polegała na tym, że uczniowie sami organizowali swoje działanie w formie projektu, czyli sami wybierali sobie zadania, planowali, ukierunkowywali i wykonywali swoją pracę. Działanie kończyło się zweryfikowaniem go w praktyce, oraz oceną wywołanych przez nie skutków. Kilpatrick w programie nauczania zaleca cztery główne kategorie projektów: projekt twórczy, projekt dostarczający wrażeń estetycznych, projekt „problemowy”, projekt „konkretyzujący uczenie się”. Każdy z projektów pozwalał na osiągnięcie celów edukacyjnych, takich jak: rozwijanie zdolności twórczych i koncepcyjnych, kształtowanie wrażliwości estetycznej, doskonalenie intelektu, uczenie konkretnych umiejętności. Kilpatrick traktował wychowanie jako działalność o charakterze społecznym, będącą konsekwencją faktu, że ludzie tworzą zbiorowość opartą na zasadach współpracy. Autor „metody projektów” uzasadniał jej celowość poprzez odwołanie się do zasad demokratycznej dyskusji, która wymaga posiadania umiejętności formułowania rozwiązań, podejmowania decyzji, wprowadzania ich w życie na drodze swobodnych dociekań. Metoda projektów miała uczyć pracy zespołowej, oraz umożliwiać uczniom wspólne rozwiązywanie problemów i dzielenie się rezultatami podejmowanych działań. Nadrzędnym celem edukacji progresywistycznej Kilpatricka jest wychowanie osób o postawach pożądanych w demokratycznym państwie.

## Nauczyciel progresywista
W progresywizmie zadaniem szkoły jest „wpajanie swoistego relatywizmu kulturowego czy etycznego, prowadzącego do przyjęcia krytycznej postawy wobec dziedziczonych tradycji, postaw i wartości”. Podejście progresywistyczne w procesie nauczania cechuje interdyscyplinarność. Oznacza to, że uczeń w celu rozwiązania problemu wykorzystuje wiedzę z kilku różnych dziedzin nauki. Wychodząc z takiego założenia progresywiści twierdzą, że nauczyciel powinien posiadać wiedzę z kilku przedmiotów, by osiągać efekty swojej pracy. Do przedmiotów tych zaliczają się historia, nauki przyrodnicze, matematyka, języki, a także te z zakresu metodologii. Podczas lekcji nauczyciel motywuje uczniów, aby dokonali wyboru tematu projektu, który następnie zaplanują i zrealizują. Nauczyciel powinien posiadać umiejętność kierowania pracą zespołową, co wynika z celów edukacji progresywistycznej. Nauczyciel progresywista ogranicza swoją rolę do przewodnika, tym samym rezygnuje z kreacji swojej osoby jako najważniejszej w klasie. Stawiając zainteresowania uczniów na pierwszym planie, nauczyciel omawia i planuje zadania związane z uczeniem się. Nauczyciel progresywista z założenia umożliwia uczniom zdobycie kompetencji w zakresie prowadzenia dialogu. Aktywność i zaangażowanie obu uczestników tej wymiany umożliwia współpracę poprzez modelowanie zachowania. Nauczyciel pokazuje uczniom, jak zdobywać wiedzę, uczy, gdzie szukać odpowiedzi, motywuje do stawiania pytań, akceptuje odmienność interpretacji, inne wizje rzeczywistości. Zadania, które otrzymują uczniowie, powinny przewyższać ich umiejętności, być interesujące i tym samym stanowić dla nich wyzwanie. Podołanie im powoduje rozwój, wzmaga ciekawość i zainteresowanie światem i ludźmi. Dialog w procesie nauczania jest rozwijany poprzez nurt ideologii wychowania, zwanym progresywizmem rozwojowym.

## Dewey, krytyka progresywizmu
John Dewey krytykował progresywizm za ślepe negowanie tradycyjnego systemu nauczania. Dewey sprzeciwiał się uznawaniu przez progresywistów postawy aktywnej, ale bezcelowej, za ważną. Działanie samo w sobie nie posiada żadnej wartości. Natomiast działanie skierowane na rozwiązywanie problemów jest działaniem celowym, które umożliwia postęp w rozwoju społecznym i intelektualnym ucznia. Ponadto Dewey zarzucał progresywistom zbyt duże podporządkowywanie procesowi kształcenia kaprysów dziecka. Progresywiści przywiązywali wagę głównie do teraźniejszości. Dewey był zdania, iż prawdziwa edukacja progresywistyczna powinna wykorzystywać przeszłość. Potwierdzeniem tych poglądów było stworzenie przez Deweya teorii edukacji opartej na koncepcji kontinuum doświadczeniowego, w którym przeszłość łączy się z teraźniejszością i kształtuje przyszłość.

## Odbiór progresywizmu pedagogicznego w Polsce
W Polsce propagatorem teorii progresywizmu pedagogicznego był m.in. Janusz Korczak.